# 29982 Sarahwu
29982 Sarahwu è un asteroide della fascia principale. Scoperto nel 1999, presenta un'orbita caratterizzata da un semiasse maggiore pari a 2,2371899 UA e da un'eccentricità di 0,0310896, inclinata di 6,13248° rispetto all'eclittica.